# Biópio
Biópio, também grafado como Biopia, é uma comuna angolana. Pertence ao município da Catumbela, na província de Benguela.
Nesta vila está instalada a Central Hidroelétrica do Biópio.